# Luuk Admiraal
Luuk Admiraal (Zwijndrecht, 15 maart 2002) is een Nederlands voetballer die als aanvaller voor ASWH speelt.

## Carrière
Luuk Admiraal speelde in de jeugd van ASWH, waar hij op 18 januari 2020 tegen SV Spakenburg in de Tweede divisie debuteerde. In het seizoen 2020/21 werd hij een vaste invaller en scoorde hij tweemaal. Na zes wedstrijden werd de competitie echter stilgelegd vanwege de coronapandemie. In het seizoen 2021/22 was hij een vaste basisspeler en wist hij in veertien wedstrijden tienmaal te scoren. In de winterstop maakte hij de overstap naar Excelsior Rotterdam, waar hij een contract tot medio 2023 tekende. Door kleine blessures miste hij de rest van het seizoen in de Eerste divisie. Hij debuteerde in het betaald voetbal in de finale van de play-offs tegen ADO Den Haag op 29 mei 2022. Hij kwam in de 86e minuut in het veld voor Reuven Niemeijer en schoot raak in de beslissende penaltyserie. Mede hierdoor promoveerde Excelsior naar de Eredivisie.
In seizoen 2022/23 werd hij vanuit Excelsior 1-jarig uitgeleend aan SV Spakenburg. Vanaf het seizoen 2024-2025 speelt hij bij K.v.v. Quick Boys.
Op 19 december 2024 verruilde Admiraal Quick boys voor AWSH.

### Statistieken
| Seizoen                       | Club                  | Land           | Competitie     | Competitie | Competitie | Beker | Beker | Overig | Overig | Totaal | Totaal |
| Seizoen                       | Club                  | Land           | Competitie     | Wed.       | Dlp.       | Wed.  | Dlp.  | Wed.   | Dlp.   | Wed.   | Dlp.   |
| ----------------------------- | --------------------- | -------------- | -------------- | ---------- | ---------- | ----- | ----- | ------ | ------ | ------ | ------ |
| 2019/20                       | ASWH                  | Nederland      | Tweede divisie | 1          | 0          | 0     | 0     | –      | –      | 1      | 0      |
| 2020/21                       | ASWH                  | Nederland      | Tweede divisie | 5          | 2          | 1     | 0     | –      | –      | 6      | 2      |
| 2021/22                       | ASWH                  | Nederland      | Tweede divisie | 12         | 8          | 2     | 2     | –      | –      | 14     | 10     |
| 2021/22                       | Excelsior Rotterdam   | Nederland      | Eerste divisie | 1          | 0          | 0     | 0     | 1      | 0      | 2      | 0      |
| 2022/23                       | →SV Spakenburg        | Nederland      | Tweede divisie | 26         | 11         | 5     | 1     | 0      | 0      | 31     | 12     |
| 2023/24                       | Jong Sparta Rotterdam | Nederland      | Tweede divisie | 29         | 3          | 0     | 0     | 0      | 0      | 29     | 3      |
| 2024/25                       | Quick Boys            | Nederland      | Tweede divisie | 8          | 2          | 0     | 0     | 0      | 0      | 8      | 2      |
| Carrièretotaal                | Carrièretotaal        | Carrièretotaal | Carrièretotaal | 82         | 26         | 8     | 3     | 1      | 0      | 91     | 29     |
| Bijgewerkt op 7 december 2024 |                       |                |                |            |            |       |       |        |        |        |        |